# ディス・イズ・マイ・トゥルース・テル・ミー・ユアーズ
『ディス・イズ・マイ・トゥルース・テル・ミー・ユアーズ』（This Is My Truth Tell Me Yours）は、ウェールズのロックバンド、マニック・ストリート・プリーチャーズが1998年に発表した5枚目のアルバム。

## 収録曲
1. ジ・エヴァーラスティング
2. 輝ける世代のために
3. ユウ・ストール・ザ・サン・フロム・マイ・ハート
4. レディー・フォー・ドゥラウニング
5. ツナミ
6. マイ・リトル・エンパイアー
7. アイム・ノット・ワーキング
8. ユア・テンダー・アンド・ユア・タイアード
9. ボーン・ア・ガール
10. ビィ・ナチュラル
11. ブラック・ドック・オン・マイ・ショルダー
12. ノーバディー・ラヴド・ユウ
13. S.Y.M.M.
14. ソシアリスト・セレナーデ (ボーナストラック)
15. ブラック・ホールズ・フォー・ザ・ヤング (ボーナストラック)

| スタブアイコン | サブスタブ | この項目は、まだ閲覧者の調べものの参照としては役立たない、アルバムに関連した書きかけの項目です。この項目を加筆・訂正などしてくださる協力者を求めています（P:音楽/PJ:アルバム）。 |